# Minnen, bara minnen
Minnen, bara minnen är Lars Gyllenstens memoarer, utgivna år 2000.
I boken berättar han om sin uppväxt i 1920- och 1930-talets Stockholm, om sina medicinska studier och forskning och om sin verksamhet som debattör i Dagens Nyheter, författare och ledamot av Svenska Akademien. Boken rymmer hårda angrepp på flera personer i den kulturella offentligheten, bland andra Olof Lagercrantz, som Gyllensten menar var indirekt ansvarig för Harry Martinsons död, och Svenska Akademiens tidigare ständige sekreterare Sture Allén. Gyllensten påpekade att titeln Minnen, bara minnen har en dubbel betydelse där bara kan betyda både enbart och nakna.